# 15343 Von Wohlgemuth
15343 Von Wohlgemuth è un asteroide della fascia principale. Scoperto nel 1994, presenta un'orbita caratterizzata da un semiasse maggiore pari a 2,2443018 au e da un'eccentricità di 0,1338587, inclinata di 3,72192° rispetto all'eclittica.